# Taharrush gamea
Taharrush gamea[uttal saknas] (arabiska: تحرش جماعي,) är en arabisk benämning på grupptrakasserier, och innebär att stora grupper unga män trakasserar kvinnor, ofta genom sexuella trakasserier på offentlig plats, ibland genom sexuellt ofredande. Begreppet myntades 2005 av Egyptian Centre for Women's Rights (ECWR).

## Begreppet
Taharrush gamea har även transkriberats,  taharrush game'i, gama'i eller jamaʿi[källa behövs], och det kallas ibland bara taharrush eller el-taḥarrush el-ginsy. Ordet kommer av "taharrush" (trakasserier) och "gamea" (grupp). Lägger man dessutom till "el-ginsy" (eller bara ginsy) till "taharrush" preciseras att det är sexuella trakasserier. Taharrush gamea har av journalister även kallats för ett våldtäktsfenomen. Det har spridits missvisande påståenden från högerextrema media om att det ska ha varit en "våldtäktslek",  men ordet "gamea" har ingenting med engelskans "game" att göra.

## Uppmärksamhet i väst
Fenomenet uppmärksammades i västmedia då det drabbade många kvinnliga protesterande och journalister på Tahrirtorget under Egyptiska revolutionen 2011, och fick förnyad uppmärksamhet när rån och sexuella trakasserier inträffade på olika platser i bland annat Tyskland under massövergreppen i Köln nyårsafton 2015.
Begreppet har även använts för att beskriva de sexuella övergreppen under We Are Sthlm, en musikfestival i Stockholm för ungdomar mellan 13 och 19 år.

## Taharrush i Egypten
Egyptian Center for Women’s Rights började 2005 använda namnet el-taḥarrush el-ginsy i sin kampanj mot sexuella trakasserier av kvinnor i Egypten. Detta möttes med bland annat förvirring, och avfärdades som ett amerikanskt begrepp som inte gick att tillämpa i Egypten. Den 25 maj 2005 började systematiska trakasserier användas som politiskt påtryckningsmedel. Då började civilklädda poliser använda det mot de som protesterade mot Mubarak. En rapport släppt 2008 av organisationen definierade el-taharrush el-ginsy som oönskat sexuellt beteende, till stor del inte fysiskt men där även tafsande kunde ingå. Filmen 678 av Mohamed Diab, med premiär i december 2010, var den första egyptiska filmen att skildra sexuellt ofredande mot kvinnor på offentlig plats som ett problem. Till följd av arabiska våren 2011 uppmärksammades el-taḥarrush el-ginsy av forskare, aktivister och media, och sexuella trakasserier blev vanliga vid demonstrationsmöten 2011–2013.